# Ито, Масаёси
Масаёси Ито (яп. 伊東 正義 Ито: Масаёси, 15 декабря 1913, Аидзувакамацу — 21 мая 1994, Токио) — японский государственный и политический деятель.
Родился в городе Айдзувакамацу префектуры Фукусима. Окончил юридический факультет Токийского университета. Член ЛДПЯ. По окончании университета поступил на государственную службу. Долгое время работал в министерстве земледелия и лесоводства Японии, в том числе в качестве заместителя министра. В 1963 году впервые был избран в состав нижней палаты японского парламента. Переизбирался в состав палаты представителей всех последующих созывов вплоть до 1993 года за исключением периода 1966—1969 годов.
Во втором правительстве Масаёси Охиры, сформированном в ноябре 1979 году, занимал пост генерального секретаря кабинета. 16 мая 1980 года палата представителей Японии вынесла вотум недоверия кабинету Охиры, что послужило поводом для премьер-министра распустить палату и назначить досрочные выборы. 12 июня в ходе предвыборной кампании Масаёси Охира скоропостижно скончался. В тот же день Масаёси Ито приступил к исполнению обязанностей главы японского правительства. 22 июня 1980 года прошли выборы в палату представителей и частичные выборы (переизбиралась половина депутатского корпуса) в палату советников. ЛДПЯ расширила своё представительство в обеих палатах парламента.
15 июля 1980 года новым лидером партии был избран Дзэнко Судзуки, который сформировал 17 июля новый однопартийный кабинет страны. В новом правительстве Масаёси Ито получил пост министра иностранных дел Японии. В этом качестве он посетил в сентябре 1980 года Пекин, где принял участие в первом в истории совещании министров иностранных дел Японии и КНР по вопросам экономического сотрудничества. 18 мая 1981 года в ходе перестановок в правительстве Масаёси Ито был вынужден оставить свой пост.